# 政府機関
政府機関（せいふきかん、英: government agency）とは、国や地方といった政府の機関や部局。または政府から権限の一部を付与された一定の組織。

## 定義
政府機関には国や地方といった政府の機関や部局という意味がある。また、定義によっては政府と政府機関は区別される場合もあり、政府は国家もしくは国土の一部を統治する機関（国や地方の政府）、政府機関は政府により設立され法律や条例に基づいてその権限の一部を付与され独占的に行使する組織をいう。
public agency（政府や政府機関）の対義語がprivate sector entity（民間組織、民間団体）で民間企業や非政府組織などである。

## 準政府機関
準政府機関（quasi-government agency）という概念が用いられることもある。
アメリカ合衆国の準政府機関の例にアメリカオリンピック委員会があり、連邦政府の下部組織ではないが連邦法を設置根拠とした非営利団体でスタッフは非公務員である。アメリカオリンピック委員会は4年に1回まとめて各年の年次報告書を大統領と議会に提出している。